# Mohinder Lal
Mohinder Lal, född 1 juni 1936 i Sharanpur, död 1 juli 2004, var en indisk landhockeyspelare.
Lal blev olympisk guldmedaljör i landhockey vid sommarspelen 1964 i Tokyo.